# Johann Imwolde
Johann Imwolde (* 14. Dezember 1851 in Leer; † 30. Juli 1915 in Bremen) war ein deutscher Schuhmacher und Politiker (SPD).

## Biografie
Imwolde war der Sohn eines Gärtners. Er besuchte die Volksschule und erlernte den Beruf eines Schuhmachers. Später war er als Expeditionsangestellter tätig.

### Politik
Er trat 1875 in die Sozialistische Arbeiterpartei Deutschlands (SAP) ein. Von 1876 bis 1878 war er Vorstandsmitglied und von 1878 bis 1890 Vertrauensmann und Distriktführer der SAP bzw. SPD in Bremen. Von 1876 bis 1878 war er zudem hauptamtlicher Kassierer der sozialdemokratischen Bremer Freien Zeitung, welche ab 1878 auf Grund des Sozialistengesetzes nicht mehr erscheinen durfte. Von 1890 bis 1915 wirkte er als Kassierer der Bremer Bürgerzeitung, dem Parteiblatt der SPD.
Imwolde war von 1899 bis 1915 in der 11. bis 15. Legislaturperiode Abgeordneter der Bremischen Bürgerschaft.